# 에린 헤더턴
에린 헤더턴(영어: Erin Heatherton, 본명: 에린 헤더 버블리, 1989년 3월 4일 ~ )은 미국의 모델이다.

## 약력
에린 헤더턴은 미국 일리노이주 동북부 스코키에서 태어나 성장했으며, 나일스노스 고등학교와 같은 유대인 통학 학교인 솔로몬 셰크터 주간 학교에 다녔다. 그녀는 방학을 맞아 마이애미의 사우스비치로 놀러갔다가 마를린 에이전시 관계자의 눈에 들어 결국 계약하게 되었다. 뉴욕 시에서 열린 다이앤 폰 퓌르스텐베르크의 패션쇼를 통해 데뷔하였으며, 이후 타미힐피거, 오스카 드 라 렌타 등의 무대에도 섰다. 또한 《그라치아》, 《뮤제》 등의 여성 잡지에도 그녀의 사진이 실렸다.
과거에 빅토리아 시크릿의 엔젤로 활동했으며, 그녀는 2008년부터 빅토리아 시크릿 패션 쇼에 활동하였다. 또한 2010년 ‘바디 바이 빅토리아’ 캠페인에 참여하여 빅토리아 시크릿 “SWIM” 카탈로그에 모델로 출연하였다.